# شعير عفوي
شعير عفوي (الاسم العلمي:Hordeum spontaneum) هي نوع نباتي يتبع جنس الشعير من الفصيلة النجيلية.  